# Рикардсвілл (Айова)
Рикардсвілл (англ. Rickardsville) — місто (англ. city) в США, в окрузі Дюб'юк штату Айова. Населення — 202 особи (2020).

## Географія
Рикардсвілл розташований за координатами 42°34′53″ пн. ш. 90°52′33″ зх. д. / 42.58139° пн. ш. 90.87583° зх. д. (42.581440, -90.875972).  За даними Бюро перепису населення США в 2010 році місто мало площу 2,33 км², уся площа — суходіл.

## Демографія
Згідно з переписом 2010 року, у місті мешкали 182 особи в 72 домогосподарствах у складі 59 родин. Густота населення становила 78 осіб/км².  Було 74 помешкання (32/км²).
Расовий склад населення:
| - 98,4 % — білих - 1,1 % — чорних або афроамериканців |

До двох чи більше рас належало 0,5 %. Частка іспаномовних становила 0,0 % від усіх жителів.
За віковим діапазоном населення розподілялося таким чином: 24,7 % — особи молодші 18 років, 59,4 % — особи у віці 18—64 років, 15,9 % — особи у віці 65 років та старші. Медіана віку мешканця становила 39,0 року. На 100 осіб жіночої статі у місті припадало 116,7 чоловіків;  на 100 жінок у віці від 18 років та старших — 114,1 чоловіків також старших 18 років.
Середній дохід на одне домашнє господарство  становив 71 056 доларів США (медіана — 72 778), а середній дохід на одну сім'ю — 76 404 долари (медіана — 73 500). За межею бідності перебувало 7,8 % осіб, у тому числі 6,1 % дітей у віці до 18 років та 2,0 % осіб у віці 65 років та старших.
Цивільне працевлаштоване населення становило 87 осіб. Основні галузі зайнятості: виробництво — 21,8 %, освіта, охорона здоров'я та соціальна допомога — 19,5 %, роздрібна торгівля — 18,4 %.